# 許丑
許丑，是臺灣臺南市新營區的一個傳統地域名稱，位於該區東北半葉的北部略偏東。相較於今日行政區，其範圍大致包括埤寮里西部不含西部邊界地帶中段、王公里北部、忠政里東北端、護鎮里東部南側凸出部分。
本地區境內西南端為臺南市立新營體育場的一部分，主要聚落為許丑。

## 歷史
台灣日治初期，許丑地區為一街庄，稱為「許丑庄」，隸屬於下茄苳南堡。該庄昔日北與竹圍後庄為鄰，東邊北至中段與新港東庄、埤藔庄為鄰，東邊南段及南邊東大段為王公廟庄，南邊西小段為新營庄，西邊為後鎮庄。
1901年（日治明治三十四年）11月11日，全台廢縣廳改設二十廳，該庄隸屬於鹽水港廳。1904年（明治三十七年）4月1日，該庄編入「新營區」，隸屬於鹽水港廳。1906年（明治三十九年）4月1日，鹽水港廳內管轄區域調整，該庄仍隸屬於「新營區」。1909年（明治四十二年）10月25日，全台合併二十廳為十二廳，新營區改隸屬於嘉義廳。1920年（大正九年）10月1日，全台地方制度大改正，廢十二廳改設五州二廳，該庄改制為「許丑」大字，隸屬於臺南州新營郡新營庄。1933年（昭和八年）12月，新營庄升格為新營街。
戰後新營街改制為新營鎮，隸屬於臺南縣，大字亦改制為里。1950年10月25日，雲、嘉、南分治，新營鎮仍隸屬於臺南縣。1981年12月25日，新營鎮改制為新營市。2010年12月25日，臺南縣、市合併為直轄臺南市，新營市改制為新營區。

## 聚落
本地區發展較早的聚落為許丑，在日治期初期的官方地圖上已有記載。

## 交通
市（縣）道172號是布袋至澐水的道路，經過本地區南端（外環道）。由該道路西行可前往國道1號新營交流道、鹽水區、嘉義縣義竹鄉、布袋鎮，並止於布袋市區；東行可前往後壁區南部、白河區、嘉義縣中埔鄉，並止於省道台3線路口。
區道南74線是鹽水至安溪寮的道路，經過本地區主聚落。
區道南76線是埤寮至安溪寮的道路，其西側端點（起點）位於本地區中部的區道南85線路口。
區道南78-1線是新厝至後鎮的道路，其南側端點（終點）位於本地區西部邊界，也是主聚落西側的區道南74線路口，並經過本地區西北端。
區道南85線是後廍至新營的道路，其南側端點（終點）位於本地區南部的市道172號路口。

## 公務機關
- 臺南市政府警察局新營分局後鎮派出所（東大半部）

## 運動設施
- 臺南市立新營體育場（東部）